# Paludinella
Paludinella é um género de gastrópode  da família Hydrobiidae.
Este género contém as seguintes espécies:
- Paludinella conica
- Paludinella littorina
- Paludinella minima
- Paludinella semperi
- Paludinella vitrea